# Kōnstantinos Komnīnos-Mīliōtīs
Kōnstantinos Komnīnos-Mīliōtīs (in greco Κωνσταντίνος Κομνηνός-Μηλιώτης?; Ermoupoli, 1874 – 12 giugno 1941) è stato uno schermidore greco.

## Carriera
Partecipò alle gare di scherma delle prime Olimpiadi moderne che si svolsero ad Atene nel 1896, nel fioretto, arrivando al quinto posto.